# 케르베로스 (위성)
케르베로스(Kerberos)는 명왕성의 위성이다. 2011년 7월 20일 발견이 공식 발표되었다. 1978년 발견한 카론, 2005년 발견한 히드라, 닉스에 이어 네번째로 발견된 위성이다. 예전 이름은 S/2011 (134340) 1 또는 P4이다.

## 개요
2011년 7월 20일, 미국 항공우주국은 허블 우주망원경을 이용하여 명왕성의 새로운 위성을 발견했다고 발표하였다. 이 위성은 임시로 P4(또는 S/2011 P 1)란 명칭이 부여되었으며 명왕성으로부터 약 59,000 km 거리에서 위성 닉스의 공전 궤도 바깥쪽, 위성 히드라의 공전 궤도 안쪽을 약 31일 주기로 공전하는, 직경 48~62 km 정도의 작은 위성으로 확인되었다. 이 위성은 명왕성의 고리를 찾던 가운데 2011년 6월 28일 처음으로 관측되었고, 뒤이어 7월 3일과 7월 18일의 관측에 의해 그 존재가 확정되었으며 공전 궤도와 공전 주기도 계산되었다. 2011년 7월 현재 명왕성의 고리는 확인되지 않고 있다.

## 탐사

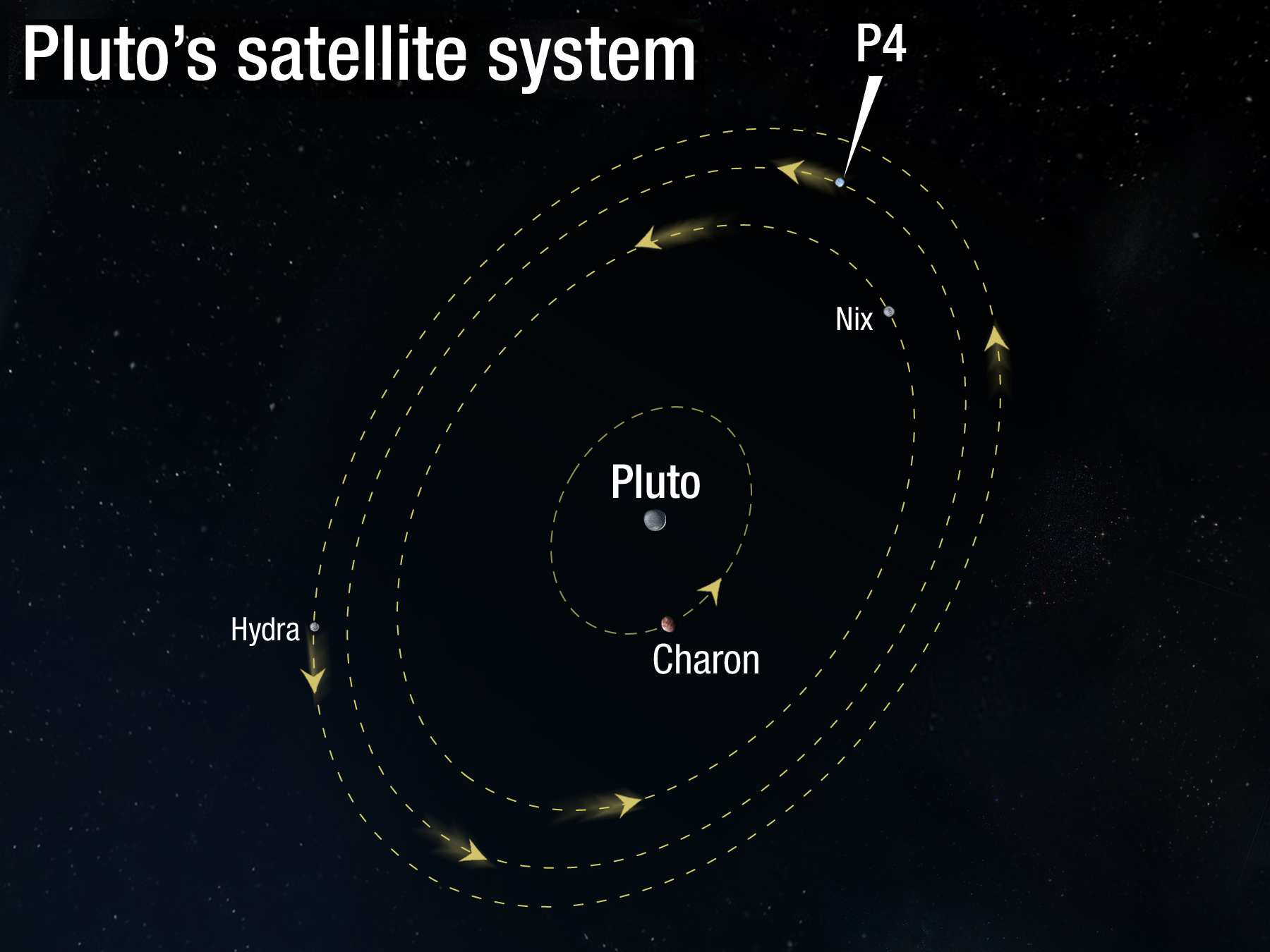
케르베로스의 발견 사진
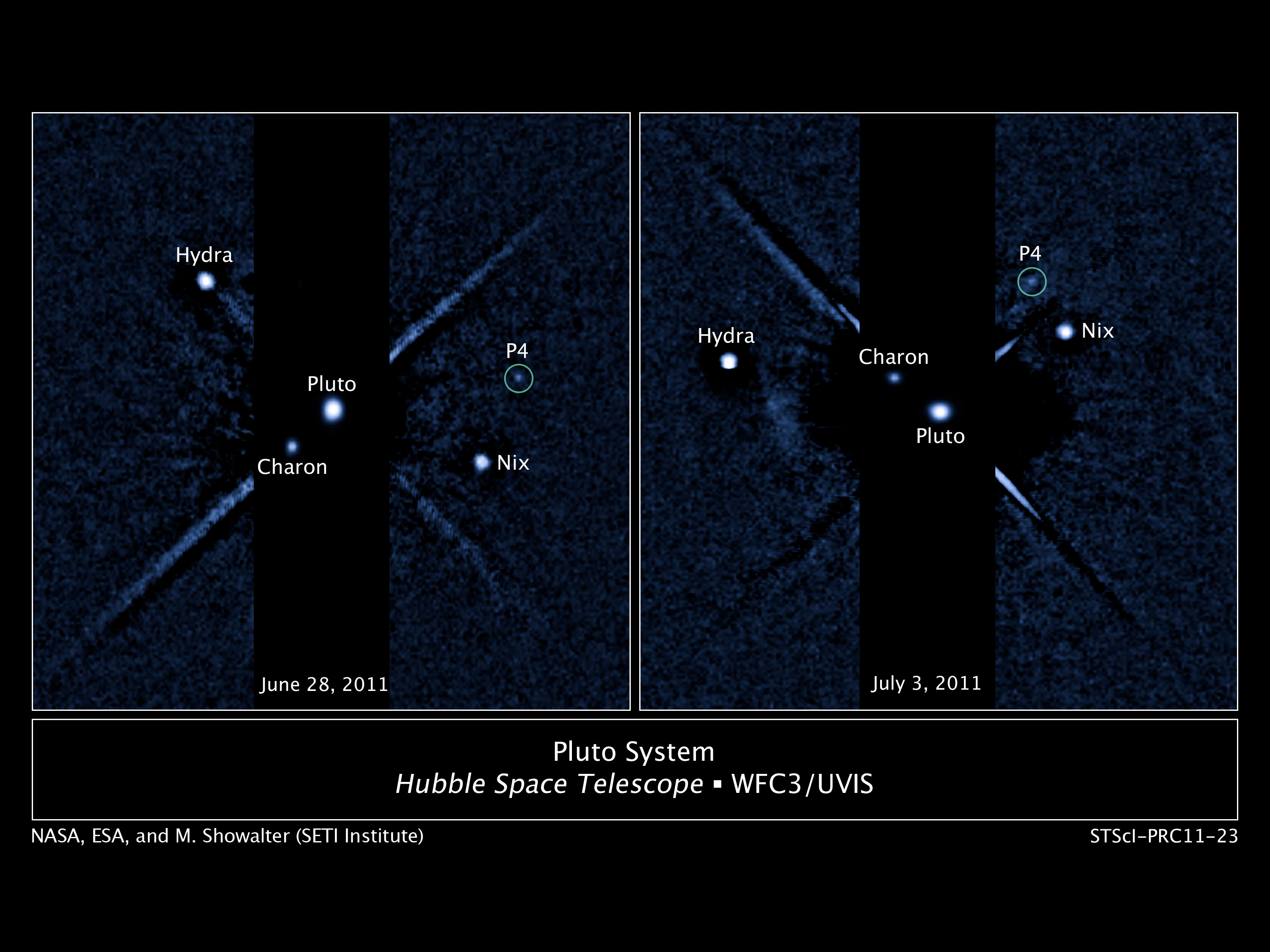
케르베로스의 발견 사진

## 같이 보기
- 위성 목록